# Kozacy syberyjscy

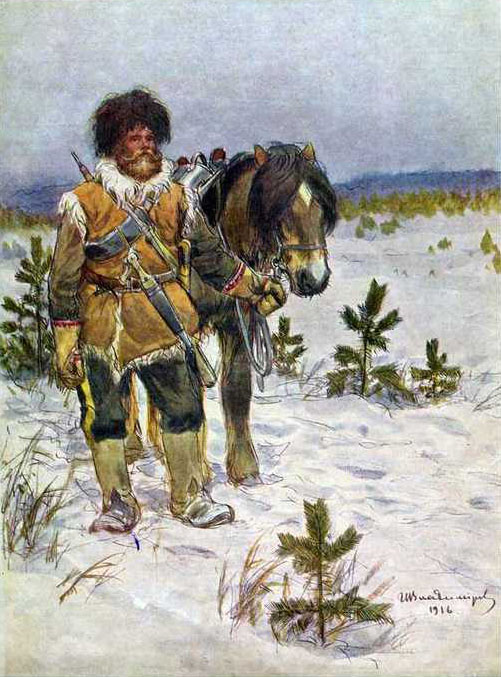
Kozak syberyjski, obraz Iwana Władimirowa (1916)

Kozacy Syberyjscy to nazwa grup Kozaków osiedlających się na Syberii od jej podboju przez Jermaka Timofiejewicza w końcówce XVI wieku. Kozacy stanowili zresztą trzon wojsk uczestniczących w zdobywaniu Syberii, a sam Jermak był Kozakiem. Na początku rosyjskiego panowania, mianem „kozaków” określano wszystkich osiedlających się na tym terenie poddanych cara, zwłaszcza wojskowych. Miało to zresztą swoje uzasadnienie, ponieważ bardzo wielu osadników pochodziło od kozaków dońskich i zaporoskich.
W 1801 roku Aleksander I stworzył Syberyjskie Wojsko Kozackie. W 1867 wydzielono z niego oddzielną grupę Kozaków, nazwanych Kozakami Siedmiorzecza, do służby w Kazachstanie i Kirgistanie. 
Kozacy syberyjscy w XIX i XX wieku brali udział w licznych wojnach i kampaniach wojskowych prowadzonych przez Imperium Rosyjskie. W 1917, w wyniku rewolucji do władzy doszli nieprzychylni kozakom (jako posiadaczom ziemi i żołnierzom carskim) bolszewicy. W 1918 roku Syberyjskie Wojsko Kozackie zostało oficjalnie rozwiązane, ale wielu kozaków wystąpiło przeciwko bolszewikom formując własne oddziały i przyłączając się do walki w wojnie domowej po stronie „białego” admirała Kołczaka, zwierzchnika antybolszewickich sił zbrojnych na wschodzie Rosji.
W czasie II wojny światowej większość syberyjskich kozaków służyła w formacjach wojskowych ZSRR, ale część przyłączyła się do walki po stronie nazistowskich Niemiec, przystępując do 1 Kozackiej Dywizji Kawalerii. Wchodzili głównie w skład 2 regimentu 1 brygady. W 1945 większość z nich została wydana przez aliantów sowietom.
W dzisiejszych czasach regiment lądowych wojsk rosyjskich rezydujący w Borzyi (ros. Борзя) w Kraju Zabajkalskim zwyczajowo określany jest mianem „Kozaków”.